# Return and Rebuild the Desolate Places
Return and Rebuilt the Desolate Places for trumpet and wind orchestra is een compositie van de Schot/Armeen, maar vooral wereldreiziger Alan Hovhaness. Het werk, dat ook wel aangekondigd wordt als trompetconcert, werd geschreven op verzoek van het American Wind Symphony Orchestra of Pittsburgh, die ook de eerste uitvoering verzorgde.
De componist omschreef het tweedelig werk als volgt:
- deel 1 (Andante): de trompet speelt hier Cassandra in een preludeachtig stuk; als niemand luistert breekt de hel (in het orkest) los; de (muzikale) situatie wordt somber ingekleurd door glissandi in de trombones;
- deel 2 (Adagio): volgt er haast zonder pauze op; hemelse muziek breekt aan gebaseerd op een portret dat de componist zag van Khrimian Hayrik, een priester die het Armeense volk door barre omstandigheden heeft geleid; de trompetpartij heeft nu een functie die 180 graden gedraaid is; hij speelt nu de cantor in een hymneachtige structuur waarin drie muzikale bogen gericht worden: de miskelk, de compassie en de overwinning van hoop.

Return and Rebuild is geschreven voor harmonieorkest (symphonic band) in de volgende samenstelling:
- solotrompet;
- 3 dwarsfluiten, 3 hobo’s waarvan 1 althobo, 3 besklarinetten waarvan 1 basklarinet, 3 fagotten waarvan 1 contrafagot;
- 4 hoorns, 2 trompetten, 3 trombones, 1 tuba
- pauken en 2 man / vrouw percussie.

## Discografie
- Uitgave Naxos: Dirigent was Kenneth Brion; orkest was het Royal Scottish Academy of Music and Drama Wind Orchestra; vermelden alleen jaar van publicatie 1965
- Uitgave Koch International: Manhattan Chamber Orchestra o.l.v. Richard Audon Clark (zij vermeldden 1944 als jaar van componeren, met revisie 1965. Deze compact disc is niet meer verkrijgbaar; Koch stopte met klassieke muziek en distributie in Nederland en later voor de gehele wereld.